# Ду Којн (Илиноис)
Ду Којн (енгл. Du Quoin) град је у америчкој савезној држави Илиноис. По попису становништва из 2010. у њему је живело 6.109 становника.

## Демографија
Према попису становништва из 2010. у граду је живело 6.109 становника, што је 339 (5,3%) становника мање него 2000. године.
| Група             | 2000.         | 2010.         |
| Белци             | 5.773 (89,5%) | 5.442 (89,1%) |
| Афроамериканци    | 466 (7,2%)    | 362 (5,9%)    |
| Азијати           | 22 (0,3%)     | 34 (0,6%)     |
| Хиспаноамериканци | 85 (1,3%)     | 113 (1,8%)    |
| Укупно            | 6.448         | 6.109         |